# Andrés Casañas
Andrés Casañas (Buga, Valle del Cauca, Colombia; 17 de febrero de 1980) es un exfutbolista colombiano. Jugaba como mediocampista y se retiró en el Unión Magdalena de Colombia.

## Trayectoria
Es un volante que logra jugar en los dos costados de la cancha. Participó en varias selecciones juveniles de su país, con Reynaldo Rueda como técnico. Ha pasado por varios equipos de Colombia. Sus características principales son la lucha, y la buena entrega de balón.
En el 2009 jugó con el América de Cali, siendo licenciado después que el club quedara eliminado del Torneo Apertura. actualmente juega en Unión Magdalena

## Clubes
| Club                 | País     | Año       |
| -------------------- | -------- | --------- |
| Deportes Tolima      | Colombia | 1999      |
| Deportes Quindío     | Colombia | 2002      |
| Deportivo Pereira    | Colombia | 2002      |
| Deportes Quindío     | Colombia | 2003      |
| Envigado FC          | Colombia | 2004-2005 |
| Once Caldas          | Colombia | 2005      |
| Atlético Nacional    | Colombia | 2006      |
| Envigado FC          | Colombia | 2006      |
| Atlético Bucaramanga | Colombia | 2007      |
| Junior               | Colombia | 2007-2008 |
| América de Cali      | Colombia | 2009      |
| Sucre F.C            | Colombia | 2012      |
| Cortulua             | Colombia | 2013      |
| Unión Magdalena      | Colombia | 2014      |